# 埃靈頓 (密蘇里州)
埃靈頓（英語：Ellington）是位於美國密蘇里州雷諾茲縣的城市。

## 人口
根據2020年美國人口普查的數據，埃靈頓的面積為3.79平方千米，皆為陸地。當地共有人口790人，而人口密度為每平方千米208人。